# Reason Party

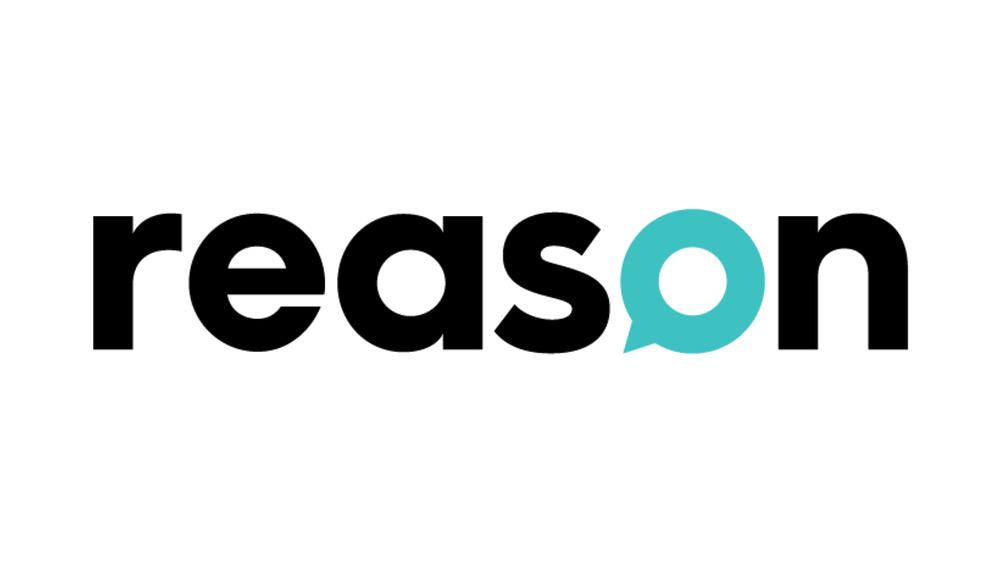
Partiets logo

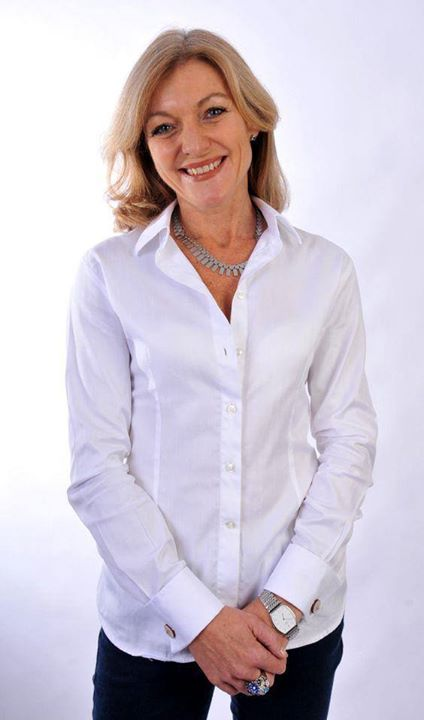
Fiona Patten

Reason Party är ett politiskt parti i Australien, grundat 2009 under namnet Australian Sex Party. Partiledare är Fiona Patten. Australian Sex Party ville bland annat arbeta för sexarbetarnas rättigheter, mot moralism och censur, för äldre och handikappades sexuella rättigheter, mot sexslaveri och mot vuxnas sexuella utnyttjande av barn. Ideologin var från start tydligt liberal och sexpositiv.

## Valresultat

### Parlamentsvalet 2010
I parlamentsvalet 2010 ställde partiet upp i alla delstater och territorier (utom Tasmanien och "Australian Capital Territory"). De fick 250 000 förstahandsröster, vilket motsvarade 2,04 procent av alla röster till Senaten. Efter de stora etablerade partierna och Australiens gröna parti så var det Australian Sex Party och det familjeorienterade Family First Party som slogs om fjärdeplatsen.

### Fyllnadsvalen i Victoria 2011-2013
Partiet fick fem respektive åtta procent i Broadmeadows fyllnadsval 2011 och i Niddries fyllnadsval 2012, då Liberal Party of Australia saknade kandidater. Fiona Patten ställde upp i fyllnadsvalet i Melbourne 2012, där hon kom på tredje plats av 16 kandidater, också där i frånvaro av kandidat från Liberala partiet. I samband med valet motiverade Patten partiets beslut att inte stödja de Gröna med att de har för stark dragning till anti-sex-feminism.